# Державна аудиторська служба України
Державна аудиторська служба України — центральний орган виконавчої влади у формі інспекції, діяльність якого спрямовується і координується Кабінетом Міністрів України через Міністра фінансів України та який реалізує державну політику у сфері державного фінансового контролю.

## Склад і регламентація діяльності
До складу органів Державної аудиторської служби України належать Держаудитслужба та її міжрегіональні територіальні органи: Північний офіс Держаудитслужби, Північно-східний офіс Держаудитслужби, Південний офіс Держаудитслужби, Західний офіс Держаудитслужби, Східний офіс Держаудитслужби.
Докладніше: Міжрегіональні територіальні органи Держаудитслужби
Держаудитслужба та її міжрегіональні територіальні органи є юридичними особами публічного права, вони мають печатки із зображенням Державного Герба України та своїм найменуванням, власні фірмові бланки та рахунки в органах Державної казначейської служби України.
Нормативно-правовими актами, які регламентують діяльність органів Держаудитслужби, є Бюджетний кодекс України, Закон України від 26 січня 1993 року № 2939-XII «Про основні засади здійснення державного фінансового контролю в Україні», постанова Кабінету Міністрів України від 03 лютого 2016 року № 43 «Про затвердження Положення про Державну аудиторську службу України» тощо.

## Історія
Історія служби державного фінансового контролю нерозривно пов'язана з історією становлення державності як складова її фінансової безпеки.
Входячи до складу Російської імперії, Україна не мала власних органів фінансового контролю. Контрольні функції, як і на території Росії, виконувало згідно з Положенням про місцеві контрольні установи в імперії від 3 січня 1866 року Управління державного контролю, яке працювало при Міністерстві фінансів. У такому вигляді цей орган фінансового контролю проіснував до 1919 року.
Керівники молодої Української держави усвідомлювали надзвичайно важливу роль контрольних функцій Міністерства фінансів, Державної скарбниці і банків. Тому за часів Директорії був створений спеціальний апарат Державного контролера з надзвичайними правами і повноваженнями.
З цього часу до 1937 року органи фінансового контролю неодноразово реорганізовувались, але функції фінансового контролю залишились незмінними.
З 1937 до 1956 року фінансовий контроль в Україні здійснювало Контрольно-ревізійне управління Наркомату, пізніше Міністерство фінансів СРСР. У 1956 році Контрольно-ревізійне управління було створене у складі Мінфіну України.
Після здобуття Україною незалежності виникла потреба у підвищенні ролі державного фінансового контролю, і у 1993 році прийнято Закон України «Про державну контрольно-ревізійну службу в Україні».
Указом Президента України від 27.08.2000 № 1031 «Про заходи щодо підвищення ефективності контрольно-ревізійної роботи» Головному контрольно-ревізійному управлінню України надано статус центрального органу виконавчої влади.
Відповідно до Указу Президента України від 09.12.2010 № 1085/2010 «Про оптимізацію системи центральних органів виконавчої влади» Головне контрольно-ревізійне управління України реорганізовано у Державну фінансову інспекцію України.
28 жовтня 2015 року на базі Державної фінансової інспекції України постановою Уряду створена Державна аудиторська служба України.

### Заходи з перетворення Держаудитслужби та утворення Офісу фінансового контролю

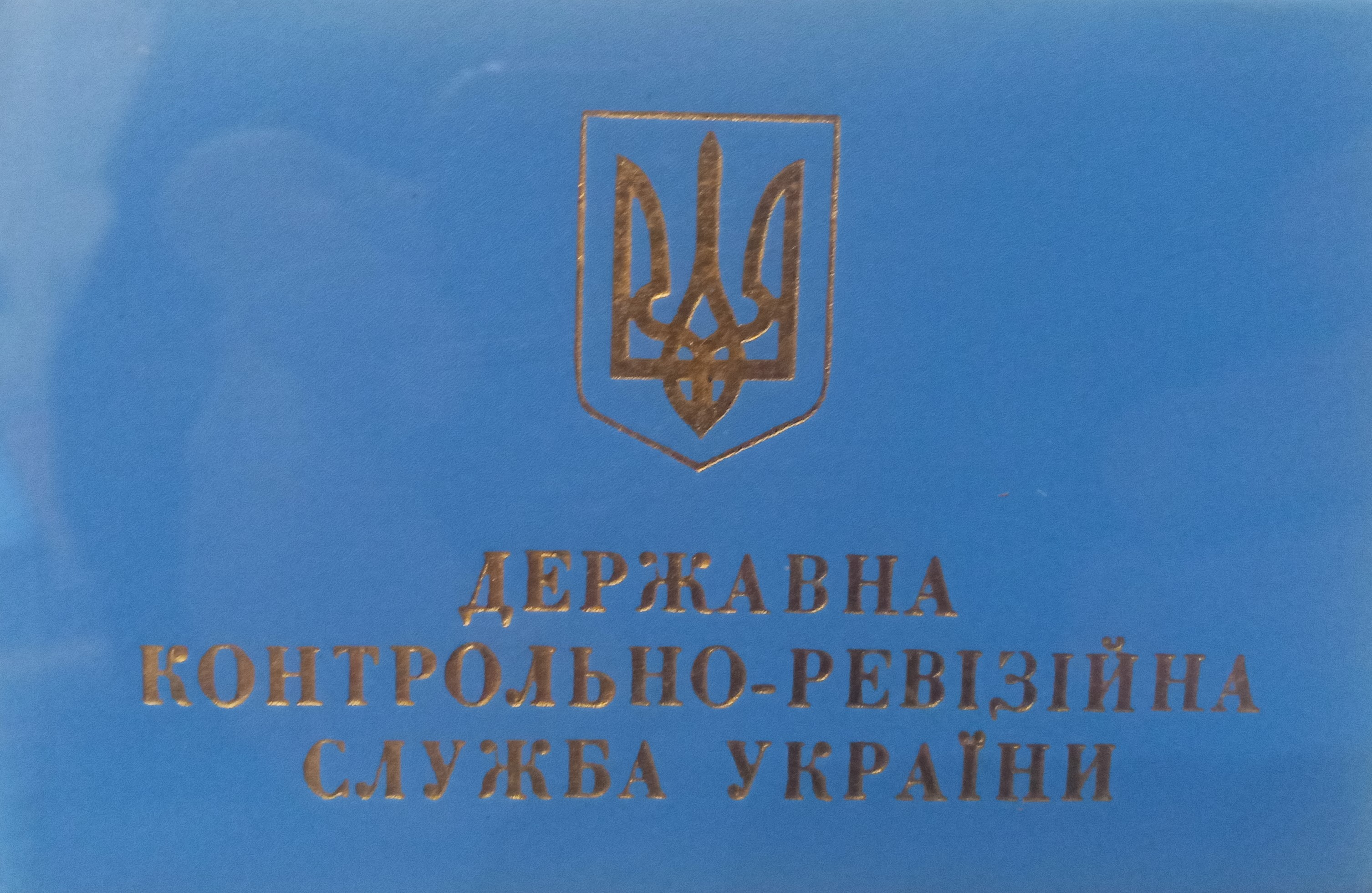
Посвідчення ревізора (інспектора) ГоловКРУ України

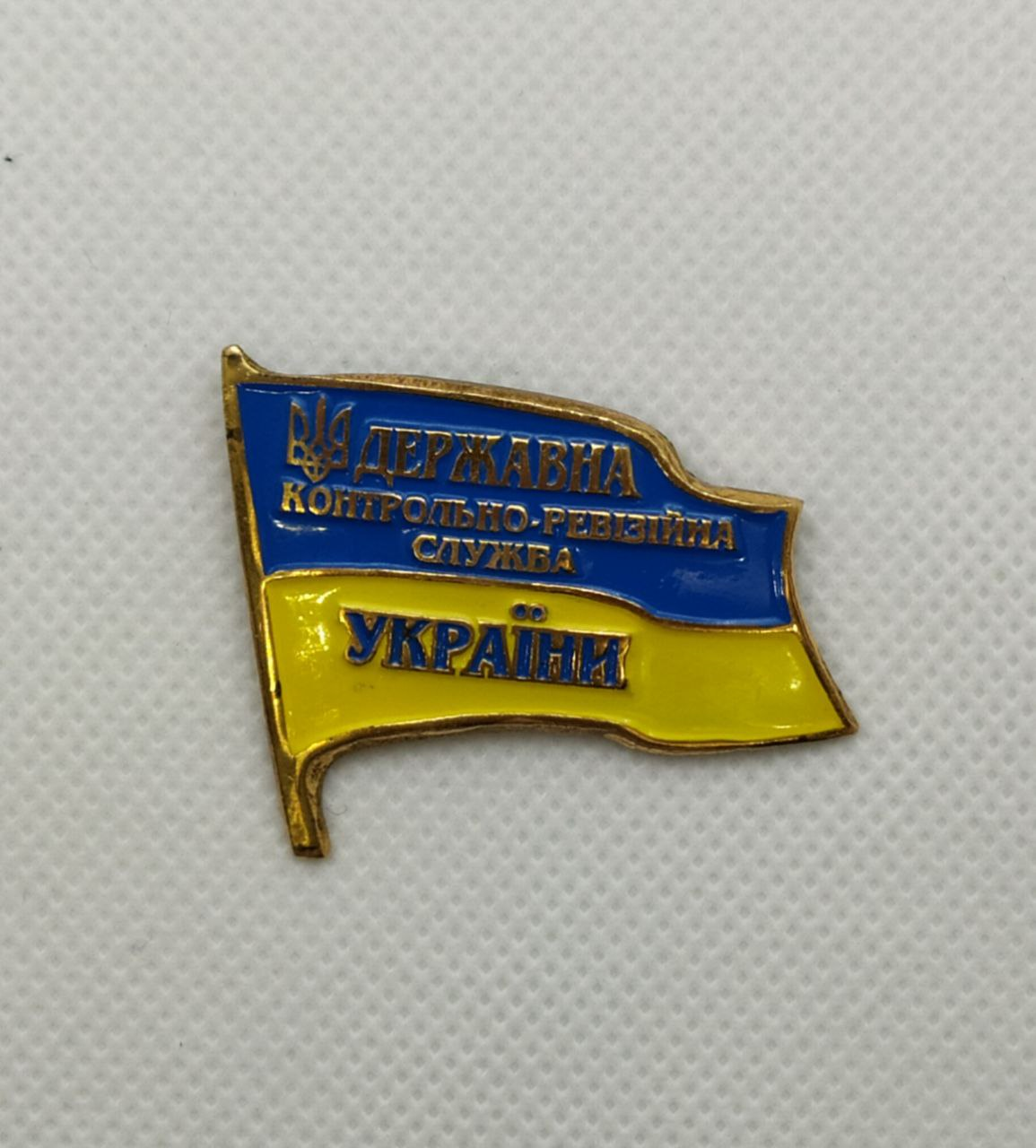
Значок «Державна контрольно-ревізійна служба України»

Постановою Кабінету Міністрів України від 20 жовтня 2019 року № 879 «Про внесення змін до схеми спрямування і координації діяльності центральних органів виконавчої влади Кабінетом Міністрів України через відповідних членів Кабінету Міністрів України» внесено зміни до схеми спрямування і координації діяльності центральних органів виконавчої влади Кабінетом Міністрів України через відповідних членів Кабінету Міністрів України, затвердженої постановою Кабінету Міністрів України від 10 вересня 2014 року № 442 «Про оптимізацію системи центральних органів виконавчої влади», які передбачають спрямування та координацію діяльності Держаудитслужби через Міністра фінансів України. До цього Держаудитслужба підпорядковувалась Міністру Кабінету Міністрів України.
Відповідно до рішення Кабінету Міністрів України від 20 жовтня 2019 року Мінфін мав здійснити заходи щодо оптимізації функцій та повноважень, структури та чисельності органів Держаудитслужби шляхом: підготовки змін до актів Уряду щодо передачі повноважень з формування політики у сфері державного фінансового контролю від Держаудитслужби до Мінфіну;
перегляду інструментарію здійснення державного фінансового контролю в частині  проведення переважно інспектування за ризик-орієнтовним вибором об'єктів;
забезпечення скорочення штатної чисельності працівників органів Держаудитслужби на 30 відсотків, оновлення їх кадрового складу та перегляд структури таких органів;
удосконалення Держаудитслужбою своїх інформаційно-аналітичних систем для оперативного та ефективного здійснення функції державного фінансового контролю.
Указом Президента України від 8 листопада 2019 року № 837/2019 Кабінету Міністрів України доручено до 30 червня 2020 року вжити заходів щодо забезпечення створення в установленому порядку нового органу державного фінансового контролю, який здійснюватиме аналіз інформації щодо використання державних ресурсів і контрольні заходи за високоризиковими операціями, шляхом реформування Державної аудиторської служби України.
Розпорядженням Кабінету Міністрів України від 12 лютого 2020 р. № 113 утворено комісію з реорганізації Держаудитслужби.
Положення про Офіс фінансового контролю затверджене Урядом України 19 лютого 2020 року.
Постановою Кабінету Міністрів України від 3 березня 2020 р. № 182 «Деякі питання органів державного фінансового контролю» Уряд України ліквідував як юридичні особи публічного права міжрегіональні територіальні органи Держаудитслужби. Також внесено зміни щодо планування заходів державного фінансового контролю. Так плани передбачено складати на піврічний період (до цього було передбачено щоквартальне планування). Проте надалі Держаудитслужба повернулась до щоквартального планування.
Натомість передбачено утворення міжрегіональних територіальних органів Офісу фінансового контролю (проект постанови розміщено на вебсторінці Держаудитслужби).
Розпорядженням Кабінету Міністрів України від 24 квітня 2020 р. № 446 Буграка Ігоря Михайловича звільнено з посади голови Офісу фінансового контролю відповідно до частини першої статті 87_1 Закону України «Про державну службу». Натомість 26 квітня 2020 року оголошено конкурс на зайняття посади Голови Держаудитслужби.
29 квітня 2020 року Уряд України призначив на посаду Голови Держаудитслужби екс-заступника міністра фінансів Геннадія Пліса.
Надалі Уряд України своєю постановою від 20 травня 2020 р. № 388 відмінив рішення про реорганізацію Державної аудиторської служби та вирішив ліквідувати Офіс фінансового контролю.

## Керівництво
- Голова Держаудитслужби — Алла Басалаєва[24]
- Заступник Голови Держаудитслужби — Патюк Станіслав Станіславович[25]
- Заступник Голови Держаудитслужби — Шкуропат Олександр Григорович[26]
- Заступник Голови Держаудитслужби — Солянік Юлія Валеріївна[27]
- Заступник Голови Держаудитслужби з питань цифрового розвитку, цифрових трансформацій і цифровізації — Шевчук Дмитро Павлович[28]

## Основні завдання
Відповідно до Положення про Державну аудиторську службу України, затвердженого постановою Кабінету Міністрів України від 03 лютого 2016 року № 43 основними завданнями Держаудитслужби є:
- забезпечення реалізації державної політики у сфері державного фінансового контролю; (наприкінці 2019 року функція формування політики, яка була в Держаудитслужби, була передана до Мінфіну)$[29]
- здійснення державного фінансового контролю, спрямованого на оцінку ефективного, законного, цільового, результативного використання та збереження державних фінансових ресурсів, необоротних та інших активів, досягнення економії бюджетних коштів;
- надання у передбачених законом випадках адміністративних послуг.

### Контроль за програмами прикордонного співробітництва
Окрім того, відповідно до Порядку функціонування національної системи управління та контролю за виконанням спільних операційних програм прикордонного співробітництва Європейського інструменту сусідства 2014—2020, затвердженого постановою Уряду України від 11 липня 2018 р. № 554, Держаудитслужба виконує окремі завдання щодо контролю за використання коштів бенефіціарів за програмами прикордонного співробітництва.

### Контроль за реалізацією Дунайської транснаціональної програми
Також відповідно до постанови Кабінету Міністрів України від 20 листопада 2019 р. № 1038 Про запровадження системи управління та контролю за виконанням Угоди про фінансування Дунайської транснаціональної програми (Interreg V-B Danube — CCI 2014TC16M6TN001) Держаудитслужба визначена національним органом контролю за реалізацією Дунайської транснаціональної програми (Interreg V-В Danube — CCI 2014TC16M6TN001). Відповідно посадові особа Держаудитслужби виступають у ролі «відповідального контролера», та уповноважені на проведення перевірок здійснених витрат (контролю першого рівня), які задекларовані бенефіціаром (партнером) проекту, бенефіціаром технічної допомоги в електронній моніторинговій системі, що охоплюють адміністративні, фінансові, технічні та фізичні аспекти операцій, здійснених в рамках реалізації проектів.

### Національний контактний пункт
Держаудитслужба здійснює функції Національного контактного пункту з організації взаємодії з Європейським управлінням з питань запобігання зловживанням та шахрайству та Європейським судом аудиторів (ЄСА) з питань виконання розділу VI «Фінансове співробітництво та положення щодо боротьби із шахрайством» Угоди про асоціацію між Україною, з однієї сторони, та Європейським Союзом, Європейським співтовариством з атомної енергії і їхніми державами членами, з іншої сторони, та додатків до нього. В рамках цих функцій Держаудитслужба:
- забезпечує комунікацію з Європейським управлінням з питань запобігання зловживанням та шахрайству (OLAF), Європейською Комісією та Європейським судом аудиторів з питань виконання розділу VI Угоди про асоціацію та додатків до нього;
- отримує, узагальнює інформацію про можливі порушення під час використання в Україні фінансової допомоги, яка отримана від Європейського Союзу, та забезпечує її передачу в повному обсязі компетентним органам України та ЄС;
- проводить аналіз заходів з виконання зобов'язань України, передбачених статтею 459 Угоди про асоціацію, і за результатами аналізу формує пропозиції стосовно вдосконалення механізму запобігання шахрайству, боротьби з ним та іншими порушеннями, які впливають на фінансові інтереси України і ЄС, та щокварталу інформує про них голову Міжвідомчої координаційної ради та Урядовий офіс з питань європейської та євроатлантичної інтеграції Секретаріату Кабінету Міністрів.[32]

Дежаудитслужба також сприятиме у проведенні перевірок на місцях (інспектувань) OLAF з метою захисту фінансових інтересів ЄС від шахрайства та інших порушень на території України відповідно до положень Регламенту Ради (Євратом, ЄС) № 2185/96 від 11 листопада 1996 року та законодавства України.

### Ukraine Facility
На Держаудитслужбу також покладено завдання щодо контролю за використанням коштів, виділених в рамках програми фінансової підтримки України від Європейського Союзу Ukraine Facility.

## Заходи державного фінансового контролю
Відповідно до ст. 2 Закону України «Про основні засади здійснення державного фінансового контролю в Україні» (Закон) державний фінансовий контроль забезпечується органом державного фінансового контролю через проведення державного фінансового аудиту, інспектування, перевірки закупівель та моніторингу закупівлі.

### інспектування
Інспектування здійснюється органом державного фінансового контролю у формі ревізії та полягає у документальній і фактичній перевірці певного комплексу або окремих питань фінансово-господарської діяльності підконтрольної установи, яка повинна забезпечувати виявлення наявних фактів порушення законодавства, встановлення винних у їх допущенні посадових і матеріально відповідальних осіб.
Результати ревізії викладаються в акті. (ст. 4 Закону)
Основним документом, який регламентує цей захід державного фінансового контролю є Порядок проведення інспектування Державною аудиторською службою, її міжрегіональними територіальними органами, затверджений постановою Кабінету Міністрів України від 20.04.2006 № 550.

### державний фінансовий аудит
Державний фінансовий аудит є різновидом державного фінансового контролю і полягає у перевірці та аналізі органом державного фінансового контролю фактичного стану справ щодо законного та ефективного використання державних чи комунальних коштів і майна, інших активів держави, правильності ведення бухгалтерського обліку і достовірності фінансової звітності, функціонування системи внутрішнього контролю.
Результати державного фінансового аудиту та їх оцінка викладаються у звіті. (ст. 3 Закону)
Цей захід державного фінансового контролю регламентовано такими основними постановами Уряду України:
| № з/п | назва | реквізити                     | основний предмет дослідження |
| ----- | --- | ----------------------------- | --- |
| 1     | Порядок проведення Державною аудиторською службою, її міжрегіональними територіальними органами державного фінансового аудиту виконання бюджетних програм                                                                            | від 10 серпня 2004 р. № 1017  | кошти державного та місцевих бюджетів |
| 2     | Порядок проведення Державною аудиторською службою, її міжрегіональними територіальними органами державного фінансового аудиту місцевих бюджетів                                                                                      | від 12 травня 2007 р. № 698   | формування (складення, розгляд, затвердження) і виконання місцевих бюджетів                                                                                |
| 3     | Порядок проведення Державною аудиторською службою, її міжрегіональними територіальними органами державного фінансового аудиту державних (регіональних) цільових програм                                                              | від 29 серпня 2018 р. № 692   | розроблення і виконання державних (регіональних) цільових програм                                                                                          |
| 4     | Порядок проведення Державною аудиторською службою, її міжрегіональними територіальними органами державного фінансового аудиту інвестиційних проектів                                                                                 | від 12 вересня 2018 р. № 740  | реалізація інвестиційних проектів |
| 5     | Порядок проведення Державною аудиторською службою, її міжрегіональними територіальними органами державного фінансового аудиту Пенсійного фонду України, фондів загальнообов'язкового державного соціального страхування              | від 27 грудня 2018 р. № 1147  | використання коштів Пенсійного фонду України, фондів загальнообов'язкового державного соціального страхування                                              |
| 6     | Порядок проведення Державною аудиторською службою, її міжрегіональними територіальними органами державного фінансового аудиту діяльності суб'єктів господарювання                                                                    | від 27 березня 2019 р. № 252  | використання державних та/або комунальних коштів і майна, інших активів держави                                                                            |
| 7     | Порядок проведення Державною аудиторською службою, її міжрегіональними територіальними органами державного фінансового аудиту використання інформаційних технологій                                                                  | 22 травня 2019 р. № 517       | використання інформаційних технологій |
| 8     | Порядок проведення Державною аудиторською службою, її міжрегіональними територіальними органами державного фінансового аудиту окремих господарських операцій, що здійснюються суб'єктами господарювання державного сектору економіки | від 27 вересня 2022 р. № 1119 | державні кошти та/або майно, інші активи держави, кредити (позики), залучені під державні гарантії, суб'єктами господарювання державного сектору економіки |

### перевірка закупівель
Перевірка закупівель у замовників проводиться за місцезнаходженням юридичної особи, що перевіряється, чи за місцем розташування об'єкта права власності, щодо якого проводиться перевірка, і полягає у документальному та фактичному аналізі дотримання замовником законодавства про закупівлі. Результати перевірки закупівель викладаються в акті перевірки закупівель. (ст. 5 Закону)
Основним документом, який регламентує цей захід державного фінансового контролю є Порядок проведення перевірок закупівель Державною аудиторською службою, її міжрегіональними територіальними органами, затверджений постановою Кабінету Міністрів України від 1 серпня 2013 р. № 631

### моніторинг закупівлі
відповідно до ст. 5 Закону моніторинг закупівлі проводиться в порядку, встановленому Законом України «Про публічні закупівлі» (ст. 8).
Згідно Закону України «Про публічні закупівлі» моніторинг процедури закупівлі — аналіз дотримання замовником законодавства у сфері публічних закупівель під час проведення процедури закупівлі, укладення договору про закупівлю та протягом його дії з метою запобігання порушенням законодавства у сфері публічних закупівель;

## Колишні керівники ГоловКРУ, Держфінінспекції та Держаудитслужби
| ПІБ                           | посада                                                                    | роки                                                                     | Реквізити документа (призначення, звільнення, відставка) |
| ----------------------------- | ------------------------------------------------------------------------- | ------------------------------------------------------------------------ | --- |
| Сліпченко Павло Васильович    | Голова ГоловКРУ                                                           | 1993-1995                                                                | |
| Тахтай Володимир Єпіфанович   | Заступник міністра фінансів України — начальник ГоловКРУ                  | вересень 1995 — серпень 1997                                             | Указ Президента України від 28.09.1995 № 892/95 Указ Президента України від 11.08.1997 № 777/97 |
| Каленській Микола Миколайович | Заступник міністра фінансів України — начальник ГоловКРУ, Голова ГоловКРУ | жовтень 1997 - липень 2001                                               | Указ Президента України від 08.10.1997 № 1140/97 Указ Президента України від 09.03.2000 № 429/2000 Указ Президента України від 09.03.2000 № 428/2000 Указ Президента України від 24.07.2001 № 558/2001 |
| Германчук Петро Кузьмович     | Голова ГоловКРУ                                                           | липень 2001 — лютий 2005                                                 | Указ Президента України від 26.07.2001 № 572/2001 Указ Президента України від 22.02.2005 № 306/2005 |
| Сивульський Микола Іванович   | Голова ГоловКРУ                                                           | лютий 2005 —вересень 2005 грудень 2007 — грудень 2009 (помер 29.12.2009) | Указ Президента України від 05.03.2005 № 435/2005 Указ Президента України про звільнення від 27.09.2005 № 1341/2005 Розпорядження Кабінету Міністрів України від 19.12.2007 № 1159 |
| Рубан Наталія Іванівна        | Голова ГоловКРУ                                                           | вересень 2005 — серпень 2006                                             | Указ Президента України від 27.09.2005 № 1342/2005 Постанова Кабінету Міністрів України від 10.08.2006 № 1127 |
| Андреєв Петро Петрович        | Голова ГоловКРУ, Голова Держфінінспекції                                  | серпень 2006 — грудень 2007 березень 2010 - квітень 2014                 | Постанова Кабінету Міністрів України від 10.08. 2006 р. № 1131 Розпорядження Кабінету Міністрів України від 19.12.2007 р. N 1158-р Розпорядження Кабінету Міністрів України від 11.03.2010 № 387-р Указ Президента України від 23.12.2010 № 1164/2010 Указ Президента України від 23.12.2010 № 1177/2010 Розпорядження Кабінету Міністрів України від 05.03.2014 р. № 121 |
| Гордієнко Микола Григорович   | Голова Держфінінспекції                                                   | квітень 2014 — квітень 2015                                              | Розпорядження Кабінету Міністрів України від 05.04.2014 № 301 Розпорядження Кабінету Міністрів України від 04.04.2015 № 285 |
| Гаврилова Лідія Володимирівна | Голова Держфінінспекції, Голова Держаудитслужби                           | липень 2015 — вересень 2019                                              | Розпорядження Кабінету Міністрів України від 22.07.2015 № 727 Розпорядження Кабінету Міністрів України від 02.12.2015 № 1251 Розпорядження Кабінету Міністрів України від 02.12.2015 № 1252 Розпорядження Кабінету Міністрів України від 29.09.2019 № 867 |
| Буграк Ігор Михайлович        | Голова Держаудитслужби, Голова Офісу фінансового контролю                 | січень 2020 — квітень 2020                                               | Розпорядження Кабінету Міністрів України 24 січня 2020 р. № 40 Розпорядження Кабінету Міністрів України від 5 лютого 2020 р. № 72 Розпорядження Кабінету Міністрів України від 5 лютого 2020 р. № 74 Розпорядження Кабінету Міністрів України від 24 квітня 2020 р. № 446                                                                                                 |
| Пліс Геннадій Володимирович   | Голова Держаудитслужби                                                    | квітень 2020 — листопад 2022                                             | Розпорядження Кабінету Міністрів України від 29 квітня 2020 р. № 466-р Розпорядження Кабінету Міністрів України від 19 квітня 2021 р. № 336 Розпорядження Кабінету Міністрів України 19 квітня 2021 р. № 337-р Розпорядження Кабінету Міністрів України від 4 листопада 2022 р. № 986                                                                                     |

## Результати діяльності

### Відкритість
Держаудитслужба публікує плани проведення заходів державного фінансового контролю на власній веб-сторінці.
з 2016 року Держаудитслужба на виконання рішення Уряду України публікує всі свої аудиторські звіти та аудиторські звіти її міжрегіональних територіальних органів на офіційній вебсторінці. (Станом на 26.01.2023 звіти недоступні через російське вторгнення в Україну 2022 року).

### Показники діяльності
| Показник/рік | 2013  | 2014   | 2015  | 2016  | 2017 | 2018 | 2019  | 2020   | 2021  | 2022  | 2023   | І півріччя 2024 |
| --- | ----- | ------ | ----- | ----- | ---- | ---- | ----- | ------ | ----- | ----- | ------ | --------------- |
| 1. Проведено заходів державного фінансового контролю (всього), у тому числі (шт.): | 6460  | 23802  | 4002  | 2668  | 2181 | 1777 | 10276 | 10950  | 12228 | 13150 | 13504  | 6249            |
| 1.1. Ревізій фінансово-господарської діяльності | 6040  | 9804   | 3692  | 2361  | 1809 | 1392 | 1392  | 917    | 1024  | 446   | 713    | 346             |
| 1.2. Державних фінансових аудитів виконання місцевих бюджетів | 84    | 40     | 18    | 17    | 38   | 73   | 86    | 43     | 53    | 14    | 47     | 35              |
| 1.3. Державних фінансових аудитів виконання бюджетних програм | 35    | 31     | 24    | 19    | 60   | 97   | 137   | 45     | 32    | 20    | 36     | 23              |
| 1.4. Державних фінансових аудитів діяльності суб'єктів господарювання | 122   | 147    | 97    | 86    | 189  | 212  | 225   | 117    | 106   | 125   | 122    | 65              |
| 1.5. Державних фінансових аудитів інвестиційних проектів | -     | -      | -     | -     | -    | -    | 1     | 2      | 0     | 0     | 0      | 1               |
| 1.6. Перевірок державних закупівель (з 2019 року перевірок закупівель) | 53    | 13 688 | 101   | 147   | 63   | 3    | 118   | 122    | 528   | 587   | 395    | 189             |
| 1.7. Оцінок якості внутрішнього аудиту у міністерствах, інших центральних органах виконавчої влади (з 2017 року як окремий захід не проводиться) | -     | 8      | 8     | 11    | -    | -    | -     | -      | -     | -     | -      | -               |
| 1.8. Моніторингів закупівель | -     | -      | -     | -     | -    | -    | 8762  | 9693   | 10485 | 11958 | 12191  | 5714            |
| 1.9. Ревізій виконання місцевих бюджетів |       |        |       |       |      |      | 4     | 11     | 9     | 2     | 33     | 10              |
| 2. Проведено зустрічних звірок | 30244 | 28517  | 16320 | 10308 | 6122 | 5475 | 3721  | 3153   | 3017  | 1739  | 1889   | 841             |
| 3. Виявлено фінансових порушень, що призвели до втрат фінансових і матеріальних ресурсів (млн грн) | 3689  | 7583   | 3870  | 2612  | 2281 | 2249 | 1723  | 154425 | 14750 | 99853 | 210996 | 36689           |
| 4. Усунуто фінансових порушень, що призвели до втрат фінансових і матеріальних ресурсів, з урахуванням порушень, встановлених в попередніх періодах (млн грн)                                                                                                   | 1474  | 990    | 752   | 611   | 787  | 960  | 950   | 1072   | 77489 | 1150  | 6441   | 2310            |
| 5. Кількість вручень письмових повідомлень про підозру у вчиненні кримінального правопорушення за переданими матеріалами контрольних заходів (правоохоронними органами за результатами заходів державного фінансового контролю)                                 | 461   | 359    | 342   | 189   | 281  | 261  | 95    | 269    | 183   | 170   | 136    | 97              |
| 6. Притягнуто осіб до адміністративної відповідальності | 23364 | 15446  | 10214 | 5449  | 4142 | 3320 | 2361  | 1479   | 1882  | 940   | 799    | 736             |
| 7. Виявлено фактів неефективних управлінських дій (рішень) або ризикових операцій, що призвели до упущених вигод/неотриманих доходів або непродуктивних/зайвих витрат (млн грн)                                                                                 | -     | -      | -     | -     | -    | 7536 | 17831 | 27106  | 92685 | 56782 | 79147  | 136397          |
| 8. Отримано економічний ефект від впровадження пропозицій за результатами державних фінансових аудитів / з 2018 року — «Упереджено втрат фінансових і матеріальних ресурсів внаслідок неефективних управлінських дій (рішень) або ризикових операцій» (млн грн) | -     | 59     | 161   | 133   | 207  | 462  | 740   | 895    | 1703  | 2892  | 10483  | 2009            |

|                                                              |  |  |
| Медаль у формі монети "Державна контрольно-ревізійна служба" |  |  |

У 2020 році відбулась презентація публічного звіту керівника Держаудитслужбиза 2020 рік на ресурсі Укрінформ.
У 2018 році Держаудитслужба долучилась до проекту «Я маю право!».

## Спортивне життя

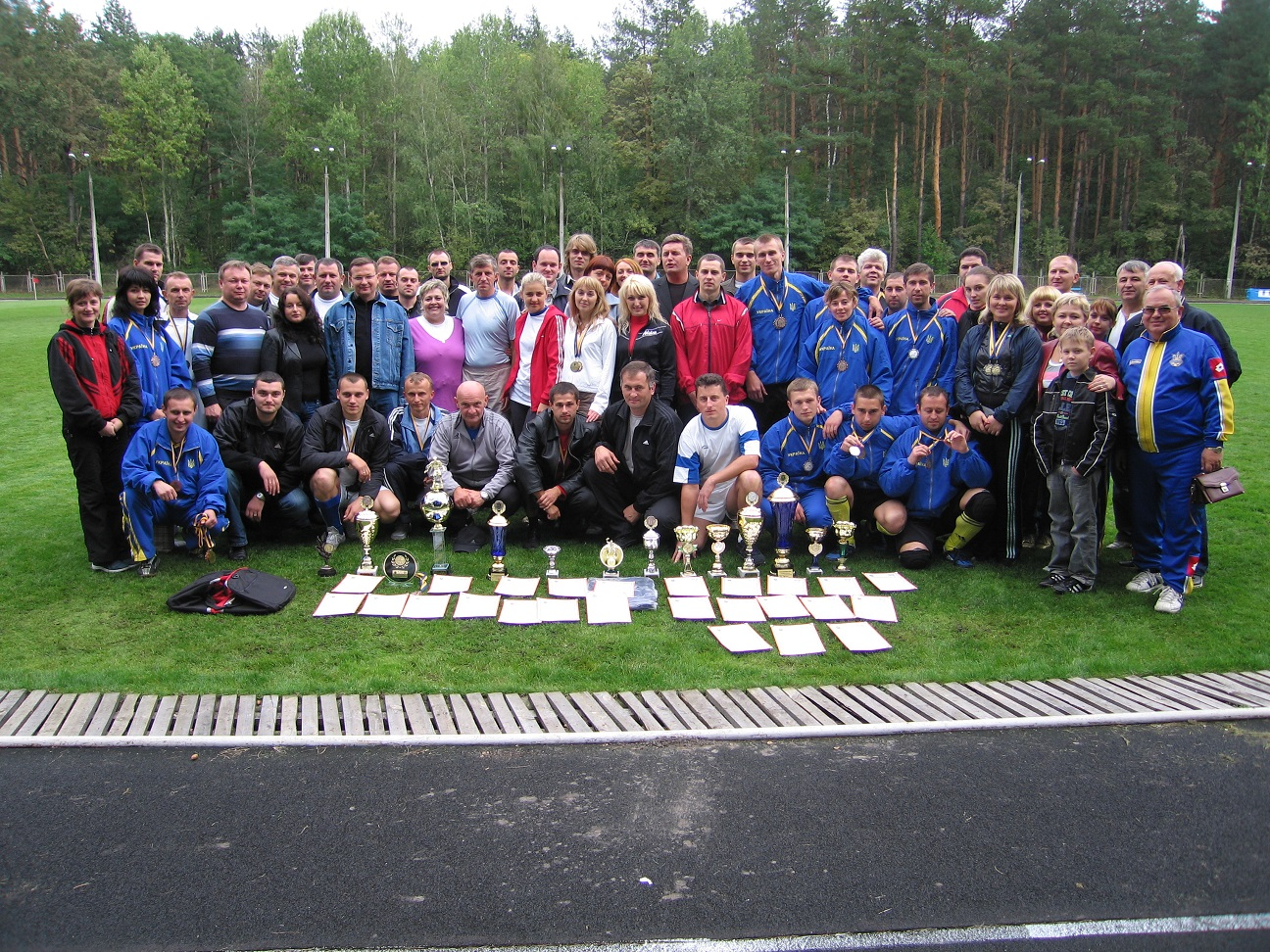
Призери спартакіади працівників КРУ (2008 рік)

Працівники органів державного фінансового контролю (ГоловКРУ, Держфінінспекції, Держаудитслужби та їх територіальних органів) беруть участь у спортивних змаганнях.
У 2007 році відбулась перша спартакіада працівників державної контрольно-ревізійної служби, в якій взяли участь представники облКРУ, КРУ м. Києва та ГоловКРУ. Надалі такі змагання проводились щорічно (до 2013 року включно)

Окрім того працівники Держаудитслужби та міжрегіональних територіальних органів берут участь в інших спортивних змаганнях у своїх регіонах.
Див також: Спартакіада державних службовців